# Strumigenys pariensis
Strumigenys pariensis är en myrart som beskrevs av John E. Lattke och William Goitia 1997. Strumigenys pariensis ingår i släktet Strumigenys och familjen myror. Inga underarter finns listade i Catalogue of Life.

## Bildgalleri

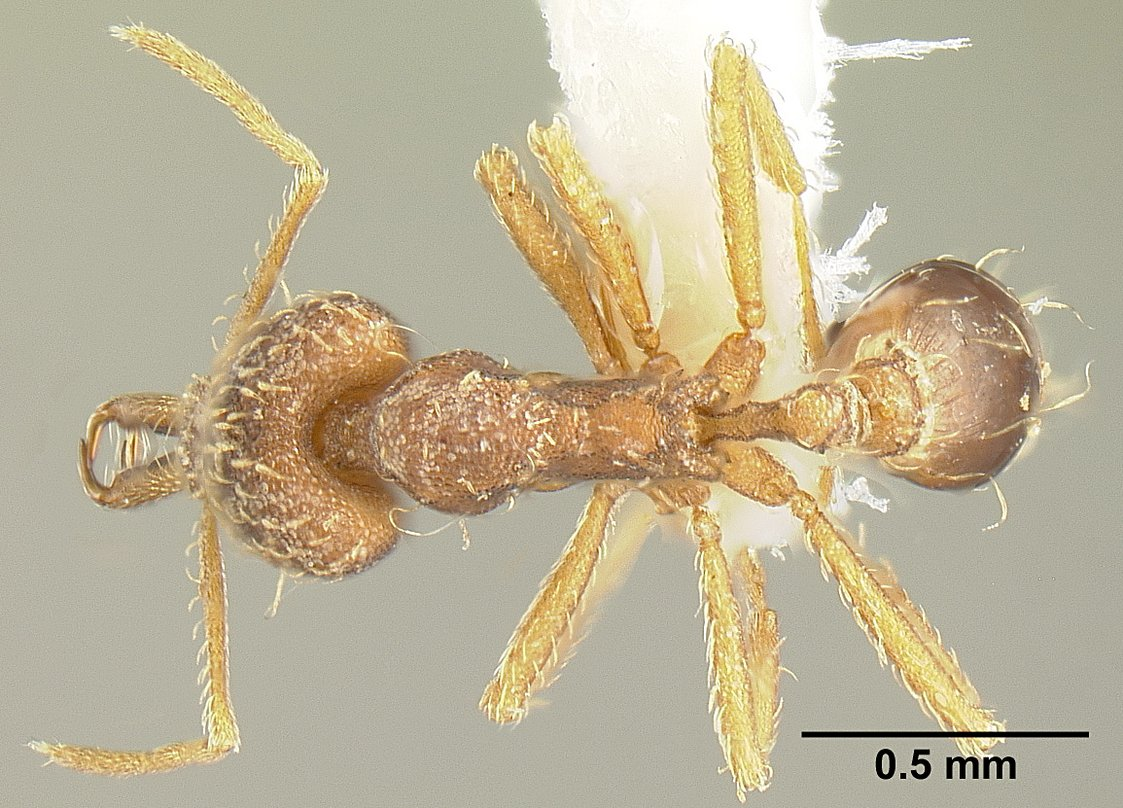
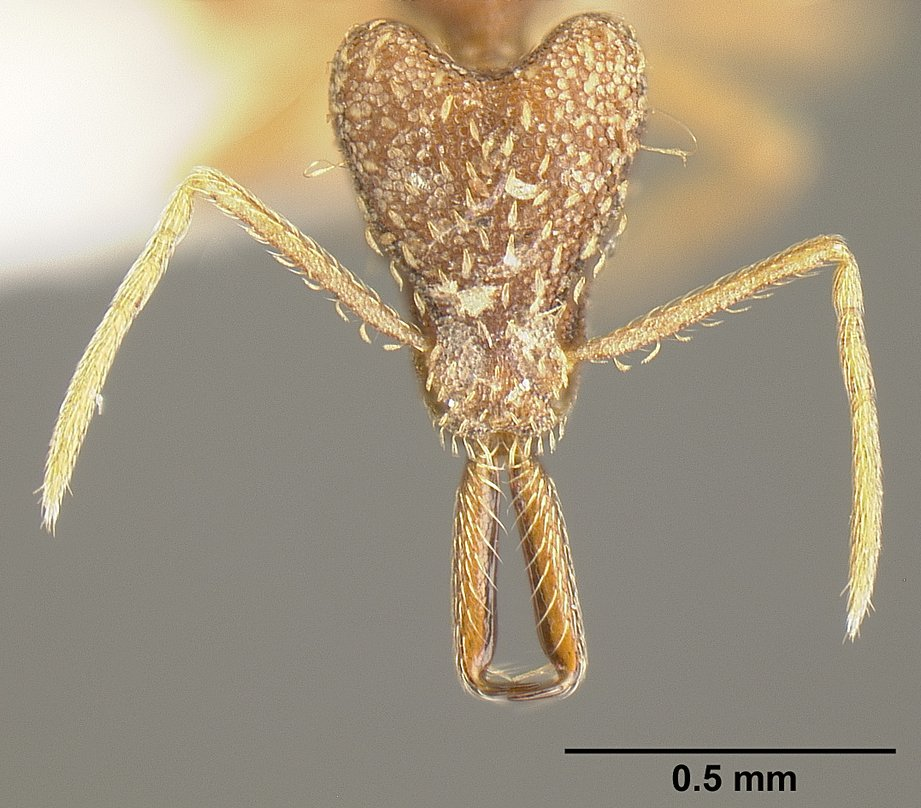
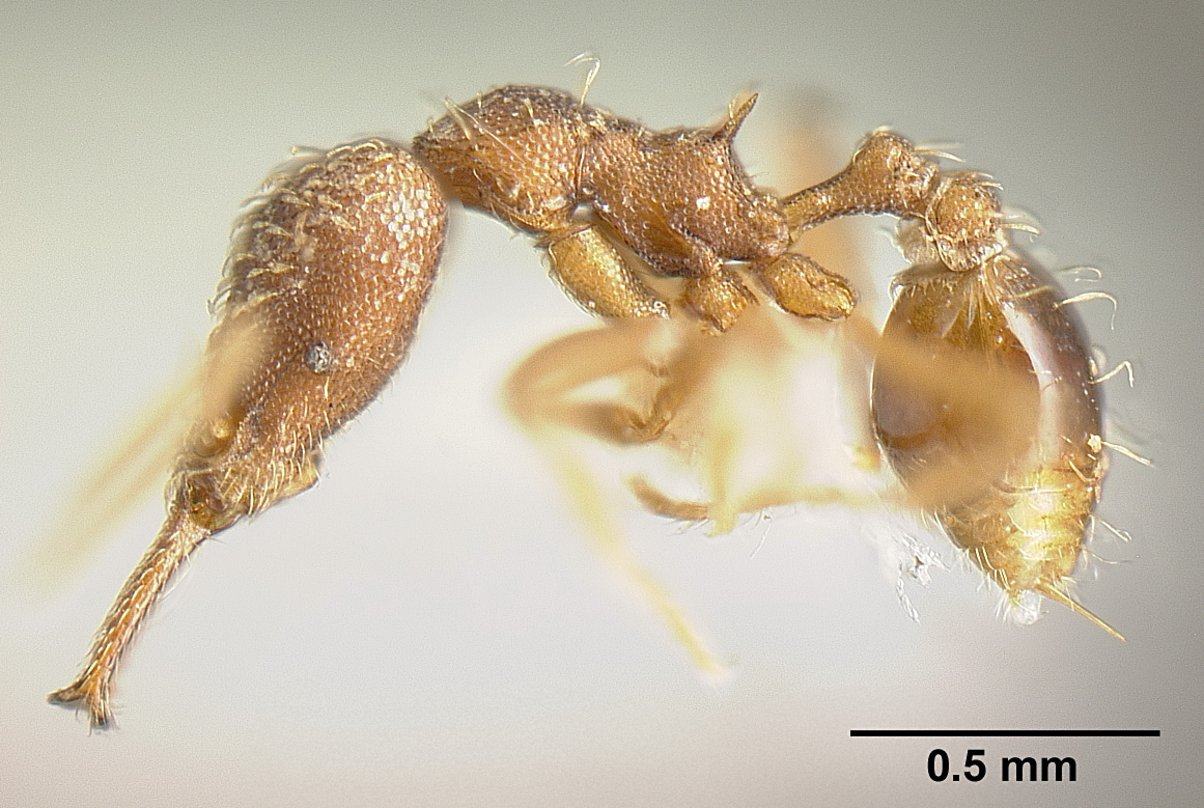